# ヨン・ゴレンツ・スタンコヴィッチ
ヨン・ゴレンツ・スタンコヴィッチ（Jon Gorenc Stanković、1996年1月14日 - ）は、スロベニア・リュブリャナ出身のサッカー選手。SKシュトゥルム・グラーツ所属。ポジションはディフェンダー。

## クラブ経歴
2014年5月、NKドムジャレからドイツのボルシア・ドルトムント IIへ移籍した。契約期間は3年。ドルトムントIIでは3. リーガやレギオナルリーガ（4部リーグ相当）で合計62試合に出場した。
2016年7月、イングランドのハダースフィールド・タウンFCへ移籍した。契約期間は4年。

## 代表経歴
2020年10月7日、サンマリノ代表との親善試合で代表初出場。
UEFA EURO 2024に選出

## タイトル
シュトルム・グラーツ
- オーストリア・カップ : 1回 (2022-23)